# Mitsutoshi Watada
Mitsutoshi Watada (Hyogo, 26 maart 1976) is een voormalig Japans voetballer.

## Carrière
Mitsutoshi Watada speelde tussen 1998 en 2008 voor Vissel Kobe, JEF United Ichihara, Banditonce Kobe, FC Gifu en FC Kariya.